# Funció d'utilitat indirecta
En economia, la funció d'utilitat indirecta d'un consumidor {\displaystyle v(p,w)} proporciona la màxima utilitat assolible del consumidor quan s'enfronta a un vector {\displaystyle p} dels preus dels béns i una quantitat d'ingressos {\displaystyle w}. Reflecteix tant les preferències del consumidor com les condicions del mercat.
Aquesta funció s'anomena indirecta perquè els consumidors solen pensar en les seves preferències pel que fa al que consumeixen més que en els preus. L'utilitat indirecta d'un consumidor {\displaystyle v(p,w)} es pot calcular a partir de la seva funció d'utilitat {\displaystyle u(x),} definida sobre vectors {\displaystyle x} de quantitats de béns consumibles, calculant primer el paquet assequible més preferit, representat pel vector {\displaystyle x(p,w)} resolent el problema de maximització de la utilitat i, en segon lloc, calculant la utilitat {\displaystyle u(x(p,w))} que el consumidor deriva d'aquest paquet. La funció d'utilitat indirecta resultant és
{\displaystyle v(p,w)=u(x(p,w)).}
La funció d'utilitat indirecta és:
- Contínua a R n + × R + on n és el nombre de béns;
- Disminució dels preus;
- Estricte augment dels ingressos;
- Homogeni amb grau zero en preus i rendes; si tots els preus i la renda es multipliquen per una constant donada, el mateix paquet de consum representa un màxim, de manera que la utilitat òptima no canvia;
- quasi convexa en (p, w).

A més, la identitat de Roy estableix que si v (p, w) és diferenciable a {\displaystyle (p^{0},w^{0})} i {\displaystyle {\frac {\partial v(p,w)}{\partial w}}\neq 0}, llavors
{\displaystyle -{\frac {\partial v(p^{0},w^{0})/(\partial p_{i})}{\partial v(p^{0},w^{0})/\partial w}}=x_{i}(p^{0},w^{0}),\quad i=1,\dots ,n.}

## Utilitat indirecta i despesa
La funció d'utilitat indirecta és la inversa de la funció de despesa quan els preus es mantenen constants. És a dir, per a cada vector preu {\displaystyle p} i nivell d'utilitat {\displaystyle u} :
{\displaystyle v(p,e(p,u))\equiv u}

## Exemple
Suposem que la funció d'utilitat és la funció de Cobb-Douglas {\displaystyle u(x_{1},x_{2})=x_{1}^{0.6}x_{2}^{0.4},} que té les funcions de demanda marshalliana
{\displaystyle x_{1}(p_{1},p_{2})={\frac {0.6w}{p_{1}}}\;\;\;\;{\rm {and}}\;\;\;x_{2}(p_{1},p_{2})={\frac {0.4w}{p_{2}}},}
on {\displaystyle w} és la renda del consumidor. La funció d'utilitat indirecta {\displaystyle v(p_{1},p_{2},w)} es troba substituint les quantitats de la funció d'utilitat per les funcions de demanda així:
{\displaystyle v(p_{1},p_{2},w)=u(x_{1}^{*},x_{2}^{*})=(x_{1}^{*})^{0.6}(x_{2}^{*})^{0.4}=\left({\frac {0.6w}{p_{1}}}\right)^{0.6}\left({\frac {0.4w}{p_{2}}}\right)^{0.4}=(0.6^{0.6}*.4^{.4})w^{0.6+0.4}p_{1}^{-0.6}p_{2}^{-0.4}=Kp_{1}^{-0.6}p_{2}^{-0.4}w,}
on {\displaystyle K=(0.6^{0.6}*0.4^{0.4}).} Tingueu en compte que la funció d'utilitat mostra la utilitat per a qualsevol quantitat que tinguin els seus arguments, encara que no siguin òptimes per al consumidor i no resolguin el seu problema de maximització d'utilitat. La funció d'utilitat indirecta, en canvi, suposa que el consumidor ha derivat les seves funcions de demanda de manera òptima per a preus i ingressos determinats.